# Иван Димитров (публицист)
Иван Димитров (Димитриев) Тодоров е български публицист и книгоиздател, деец на работническото движение.

## Биография
Роден е в 1874 година в град Дупница в семейството на обущаря и революционер от Крушево Димитър Тодоров. По-голям брат е на Станке Димитров. Учи в Кюстендилското педагогическо училище, където става социалист. През февруари 1896 година взима участие в ученическата стачка против ограничаването на демократичните традиции в образованиеото и през март е изключен за антирелигиозни изказвания. Работи като учител в Дупница и е основател на марксическото Младежко дружество „Развитие“, в което членуват възпитаници на Кюстендилското педагогическо училище. В 1896 година участва в създаването на марксически кръжок в Дупница. В 1898 година е принуден да напусне като социалист и става учител във врачанското село Чирен, а след това в Рила.
В 1899 година Димитров е организатор на първата първомайска демонстрация в Дупница. На следната 1900 година е учредител на социал-демократическата организация в града и в 1900 – 1903 година е член на градския комитет на Българската работническа социалдемократическа партия. След разцеплението на партията е на страната на тесните социалисти и в 1903 – 1904 година е секретар на БРСПД (т. с.) в Дупница. Председателства младежкото дружество „Младост“, което превръща в социалистическа организация.
Димитров участва активно и в македоно-одринското движение. От 1898 година е член и съветник на настоятелството на Македонското дружество „Единство“. През 1899 година е настоятел и на Рилското македоно-одринско дружество, където междувременно учителства. Противопоставя се на крилото във Върховния комитет на генерал Иван Цончев. Поддържа контакти с водача на Вътрешната македоно-одринска революционна организация Гоце Делчев. След Илинденско-Преображенското въстание от лятото на 1903 година организира посрещането, настаняването и прехраната на македонските бежанци.
В 1900 година Димитров заедно с Иван Кепов става редактор на първия дупнишки вестник „Изгрев“. Заедно с Кепов откупува първата печатница в града и развива активна публицистична дейност. В 1901 година той и Кепов местят печатницата в Кюстендил и освен вестника издават и марксическа литература. Димитров участва в печатарската работа лично. В Кюстендил участва в работата на местния комитет на БРСДП (т. с). Оказва силно влияние върху брат си Станке Димитров, който тогава е ученик в Педагогическото училище. Автор е на драмата „Сеитба“.
В печатницата заболява от туберкулоза и умира на 8 април 1904 година.